# Rozygrysj
Rozygrysj (russisk: Poзыгрыш) er en sovjetisk spillefilm fra 1976 af Vladimir Mensjov.

## Medvirkende
- Dmitrij Kharatjan som Igor Grusjko
- Jevgenija Khanajeva som Maria Vasiljevna Devjatova
- Natalja Vavilova som Taja Petrova
- Andrej Gusev som Oleg Komarovskij
- Zinovij Gerdt som Karl Sigismundovitj Jolikov